# 1369
1369 (MCCCLXIX) je bilo navadno leto, ki se je po julijanskem koledarju začelo na ponedeljek.

## Dogodki

### Stoletna vojna
- 14. marec - Bitka pri Montielu, kastiljska državljanska vojna: francosko-kastiljska vojska pod vodstvom najemnika Bertranda du Guesclina odločujoče porazi kastiljsko-granadsko vojsko pod vodstvom legitimnega kastiljskega kralja Petra. Bertrand du Guesclin in Francozi zastopajo interese pankrtskega polbrata kastiljskega kralja Henrika iz Trastámare.
- 23. marec - Henrika iz Trastámare izvabi kastiljskega kralja Petra iz utrdbe, kamor se je zatekel, in ga v dvoboju z noži ubije. S tem se kastiljska državljanska vojna zaključi in 
  - začne nova ti. fernandinska vojna. Novemu kastiljskemu kralju Henriku II. je namreč oporekal portugalski kralj Ferdinand I.. Zahtevo po kastiljski kroni še uveljavljajo aragonski kralj Peter IV., navarski kralj Karel II. in vojvoda Lancaster.
  - Da bi Henrik II. plačal najemnike in Francoze zapleni imetje Judom.
- 9. maj - Konec premirja med Angleži in Francozi: francoski kralj Karel V. ob podpori stanov odstopi od miru sklenjenega leta 1360 v Brétignyju. Francozi osvojijo večino angleške Akvitanije. Edvard Črni Princ je po hudi bolezni telesno zelo oslabljen.
- 3. junij - Angleški kralj Edvard III. se razglasi za novega kralja Francije.
- 19. junij - Poroka med burgundskim vojvodom Filipom Drznim in flandrijsko grofico Margareto III.
- 2. september - Burgundski vojvoda Filip Drzni nastopi proti Angležem v Normandiji, vendar je po ukazu francoskega kralja moral umakniti svoje čete.
- 7. december - Ponoven sklic Skupščine stanov, na kateri se uredi dvig davkov za financiranje vojne proti Angliji. 1370 ↔
  - december - Karel V. financira valižanskega najemnika Owaina Lawgocha, zadnjega v liniji valižanskih plemičev iz hiše Llywelyna Velikega, ki je imel še pravico do naziva 'valižanski princ'. Načrte prepreči vihar na morju.

### Ostalo
- 17. januar - Umorjen je ciprski kralj Peter I. Lusignanski. Med daljšo odsotnostjo je izvedel, da mu je bila soproga Eleanora nezvesta, umorila pa so ga trije njeni plemiči. Nasledi ga mladoletni sin Peter II., regentstvo prevzame nezvesta vdova.
- februar - Da bi se otresel vpliva ogrskega kralja Ludvika I., bolgarski socar Ivan Sracimir, ki je vladal zgolj Vidinu (večini Bolgarije je vladal njegov oče car Ivan Aleksander), pokliče na pomoč vlaškega vojvodo Vladislava I.. Slednji v zameno za Severin, Amlaş in Făgăraş prizna ogrskega kralja za svojega vazalnega gospoda.
- 22. september - Umrlega vladarja Mantove Gvida Gonzago nasledi sin Ludovico II.
- 13. november - Calais: v epidemiji kuge umre Thomas de Beauchamp, 11. grof Warwick.
- Osmanski Turki osvojijo Odrin. Mesto postane novo vojaško središče, od koder je sultan Murat I. načrtoval invazije na Balkan.
- Umrlega vojvodo Brunswick-Lüneburga Magnusa I. nasledi Magnus II.
- Dinastija Ming: cesar Hongwu podpiše dekret za ponovno ustanovitev in financiranje državnih konfucijanskih šol.
- Umrlega ustanovitelja tajskega kraljestva Ayutthaya Ramathbodija I. nasledi sin Ramesuan. 1370 ↔
- Umrlega vietnamskega cesarja Tran Du Tongja nasledi Duong Nhat Le. Umrli cesar ni zapustil potomcev, dedič cesarskega naziva, ki ga je umrli imenoval z oporoko, pa tudi ni iz vladajoče hiše Tran. 1370 ↔

## Rojstva
- 28. maj - Muzio Sforza, italijanski condottiero, ustanovitelj dinastije Sforza († 1424)
- Jan Hus, češki reformator in teolog († 1415)
- Leonardo Bruni, italijanski humanist, zgodovinar in državnik († 1444)
- Pippo Spano, italijansko-madžarski vojskovodja († 1426)

## Smrti
- 17. januar - Peter I. Lusignanski, ciprski kralj (* 1328)
- 23. marec - Peter Kruti, kastiljski kralj (* 1334)
- 15. avgust - Filipa Hainauška, angleška kraljica (* 1311)
- 22. september - Gvido Gonzaga, italijanski condottiero, vladar Mantove  (* 1290)
- 3. oktober - Margareta Tirolska, grofica Tirolske iz hiše Goriških grofov (* 1318)
- 13. november - Thomas de Beauchamp, angleški vojskovodja, 11. grof Warwick (* 1313)
- Aron ben Elija, bizantinski judovski teolog, karait (* 1328)
- Chang Yuchun, kitajski general (* 1330)
- Francesco Talenti, italijanski (toskanski) arhitekt
- Giovanni da Milano, italijanski (florentinski) slikar (* 1325)
- Magnus I. Braunschweigovski, vojvoda Brunswick-Lüneburga (* 1304)
- Nikolaj iz Autrecourta, francoski filozof in teolog  (* 1299)
- Prohor Kidon, bizantinski teolog in filozof (* 1330)
- Ramathibodi I., ustanovitelj tajskega kraljestva Ayutthaya (* 1314)
- Tran Du Tong, vietnamski cesar (* 1336)
- Vedanta Desika, hindujski filozof in pesnik (* 1268)